# 히로시마 전철 하쿠시마선
히로시마 전철 하쿠시마 선(広島電鉄白島線)은 히로시마 전철이 보유한 궤도 노선이다. 전선이 히로시마현 히로시마시 나카구안을 주행한다.

## 개요
핫초보리와 하쿠시마를 묶는, 전체 길이 1.2km의 노선. 본선과 같이 개업 당시부터 있는 노선이다. 히로덴에서는 타노선보다 앞서 1인 승무를 도입하거나 PASPY(ICOCA도 이용 가능)를 도입했다.
1980년대 후반부터 2000년대 중반까지 봄과 여름은 100형, 가을과 겨울은 200형이 휴일에 운용되고 있었다. 현재는,에바 선이 같은 형식이다.
종점의 하쿠시마 전차 정류장과 아스트램 라인의 하쿠시마 역이 1km정도 떨어져 있어 노선을 북쪽이나 서쪽에 연장하는 안도 가끔 부상하고 있었지만, 2007년에는 히로시마 상공회의소로부터 노선의 폐지가 제언되었다. 그러나, 이 제언에 대해서 히로시마시는 「부디 존속해야 한다」라고 의사 표명을 하고 있어, 히로시마 전철도 「시의 의향대로 대응합니다」라고 표명하고 있다.

## 운행 형태
다음의 계통이 운행되고 있다. 다른 계통은 운행되지 않는 단독 노선으로, 운임은 하쿠시마 선만 승차의 경우는 어른 100엔, 아이 50엔이다.
■9호선
- 전편이 핫초보리 - 하쿠시마의 구간 운행이 되고 있다.
- 에바 차고소속의 차량이 사용된다. 주로 900형,1900형의 2형식이 운용에 오르지만, PASPY 이용 개시부터 한 때는 700형도 빈번히 사용되고 있었다(당시 평소는 700형 1량과 900형,또는 1900형 1량의 합계 2량,일부가 2량으로 모두 700형인 일도 빈번히 있었다). 또,2009년 2월 9일 이후는 평일 아침 출근시의 운용에 에바 차고 소속의 700형과 800형의 각 차량이 운용에 오르고 있다.

## 역사
- 1912년 11월 23일 핫초보리 - 하쿠시마간이 개통. 이전에는 교구치몬 앞을 지나는 노선이었다.
- 1945년 8월 6일 히로시마 시로의 원자 폭탄 투하로 전선 불통이 된다.
- 1952년 3월 하쿠시마 선 복구. 현행 노선의 형태가 된다.
- 1969년 히로덴의 타노선보다 앞서 900형에서 1인 승무 운용을 개시.
- 2008년 3월 1일 - 히로시마 전철의 타노선에 앞서 「PASPY」(IC 교통 카드)를 도입. 동시에 JR서일본「ICOCA」로의 승차가 가능해졌다(그리고,영업 운전에서는 사용되지 않았던 700형이 사용되게 된다).

## 정류장 목록
※ 전 노선 히로시마현 히로시마시 나카구에 소재.
| 역 번호 | 정류장 명          | 정류장 일어명 | 역간 거리 | 영업 거리 | 운행 계통 | 운행 계통 | 운행 계통 | 운행 계통 | 운행 계통 | 운행 계통 | 운행 계통 | 운행 계통 | 접속 노선          |
| ------- | ------------------ | ------------- | --------- | --------- | --------- | --------- | --------- | --------- | --------- | --------- | --------- | --------- | ------------------ |
| W1      | 핫초보리           | 八丁堀        | -         | 0.0       |           |           |           |           |           |           |           |           | 히로시마 전철 본선 |
| W2      | 조가쿠인마에       | 女学院前      | 0.5       | 0.5       |           |           |           |           |           |           |           |           |                    |
| W3      | 슛케이엔마에       | 縮景園前      | 0.5       | 0.5       |           |           |           |           |           |           |           |           |                    |
| W4      | 가테이사이반쇼마에 | 家庭裁判所前  | 0.3       | 1.0       |           |           |           |           |           |           |           |           |                    |
| W5      | 하쿠시마           | 白島          | 0.2       | 1.2       |           |           |           |           |           |           |           |           |                    |